# میلشکی-کولونگا
میلشکی-کولونگا (به لاتین: Mieleszki-Kolonia) یک روستا در لهستان است که در گمینا گرودک واقع شده‌است. میلشکی-کولونگا ۹۰ نفر جمعیت دارد.